# Boombox (álbum de Robin)
Boombox es el primer álbum de remezclas de Robin Packalen, en el que se utilizaron las canciones del álbum Boom Kah. Lanzado el 13 de marzo de 2014, incluye remixes realizados por los mejores DJ de Finlandia en los que destacan Jaakko JS16 Salovaara, Darude, DJ Slow, Sakke Aalto, Beats & Styles y Lenno entre otros, así como versiones acústicas de las canciones Boom Kah y Kun nuoruus päättyy y la cara B del CD promocional de la canción Boom Kah, Jetlag.
Además del lanzamiento del CD incluye un DVD y Bluray con el PopShow - Live in Hartwall Areena junto con los videoclip y versiones karaoke de los mismos lanzados hasta la fecha. 
El disco consiguió alcanzar el número 1 en la lista de ventas finlandesa en la primera semana y fue certificado con un disco de platino y más de 21 000 copias vendidas.[cita requerida]
En cuanto a sencillos, solo fue lanzado uno, Tilttaamaan (Beats & Styles Remix), en el que contó con la colaboración del rapero Lord Est y cuyo videoclip, rodado en la República Dominicana, se publicó el 25 de abril de 2014.

## Listado de canciones
| Boombox |                                                       |          |  |
| N.º     | Título                                                | Duración |  |
| 1.      | «3D-lasit (Kartoon Remix)»                            | 3:41     |  |
| 2.      | «Erilaiset (Darude 'Maxed' Remix)»                    | 3:07     |  |
| 3.      | «Tilttaamaan (Beats & Styles Remix)(con Lord Est)»    | 3:12     |  |
| 4.      | «Boom Kah (JS16 Remix)(con Mikael Gabriel y Uniikki)» | 2:48     |  |
| 5.      | «Eeppinen (OP Beats Remix)(con VilleGalle)»           | 3:33     |  |
| 6.      | «Neon (Lenno Remix)»                                  | 4:36     |  |
| 7.      | «Kävele mun kaa (Brutus Remix)»                       | 3:52     |  |
| 8.      | «Onnellinen (DJ Slow Remix)»                          | 3:14     |  |
| 9.      | «Anonyymit ja nimimerkit (JS16 Remix)»                | 3:52     |  |
| 10.     | «Pystyt mihin vaan (Sakke Aalto Remix)»               | 3:09     |  |
| 11.     | «Eeppinen (Ercola Remix)(con VilleGalle)»»            | 3:13     |  |
| 12.     | «Jetlag»                                              | 3:41     |  |
| 13.     | «Kun nuoruus päättyy (Acoustic version)»              | 2:51     |  |
| 14.     | «Boom Kah (Acoustic version)»                         | 3:40     |  |
| 49:05   |                                                       |          |  |

## Posicionamiento en las listas
| País      | Lista                | Mejor posición |      |
| 2014      | 2014                 | 2014           | 2014 |
| --------- | -------------------- | -------------- | ---- |
| Finlandia | Finnish Top 40 Album | 1              |      |